# Shaun Ryder
Shaun Ryder (também conhecido como X; nascido Shaun William Ryder, Little Hulton, 23 de agosto de 1962) é um cantor e compositor inglês, célebre por sua participação na banda Happy Mondays, um dos expoentes da cena conhecida como Madchester, que dominou um período da música pop na década de 1980 a partir da cidade britânica de Manchester.
Ex-carteiro, Ryder recebeu críticas positivas por suas letras no Happy Mondays, além da criatividade da fusão de estilos musicais da banda. Sua luta contra o vício das drogas, no entanto, levou ao eventual fim da banda em 1992. O filme 24 Hour Party People mostra uma versão semi-fictícia da juventude de Shaun Ryder, bem como de sua vida com o Happy Mondays, especialmente durante o período em que estiveram com a gravadora Factory Records, no fim dos anos 80 e início dos 90.
Apesar dos rumores de que sua drogadição teria interrompido sua carreira, Ryder retornou ao cenário musical em 1995 com um novo projeto, Black Grape - cujo primeiro lançamento, um sucesso instantâneo, foi chamado ironicamente de It's Great When You're Straight... Yeah ("É excelente quando você fica careta...", em inglês), e liderou a parada de sucessos britânica de álbuns, com diversos singles de sucesso. O segundo álbum, Stupid Stupid Stupid, não conseguiu a mesma resposta crítica e comercial, e o grupo acabou se separando em 1998.
Durante o final da década de 1990 Ryder assinou uma coluna esportiva para o jornal Daily Sport, na qual dava seu ponto de vista sobre as notícias envolvendo acontecimentos recentes e celebridades. Nesta coluna Ryder anunciou sua intenção de retornar com o Happy Mondays - antes mesmo de avisar qualquer um dos ex-integrantes sobre o assunto.
Ryder participou de duas destas tentativas de reunião da banda (1999-2000 e 2004 até o presente), e também lançou um álbum solo - que conquistou críticas mistas - chamado Amateur Night At the Big Top. Além disso, também se envolveu num processo judicial com os antigos empresários do Black Grape, onde acabou sendo derrotado.
Em 2004 o Happy Mondays se reuniu para tocar num show especial chamado ""Get Loaded In The Park" ("Fique Chapado no Parque"), em Clapham Common, no sul de Londres, com os únicos membros originais da banda sendo ele próprio, Bez e Gaz Whelan. Dois anos mais tarde lançaram o single "Playground Superstar", que foi utilizado no filme Goal!, sobre futebol, lançado logo após vencer o reality show Celebrity Big Brother.
Ainda em 2004 Ryder foi o assunto de um documentário assinado pela BBC, intitulado Shaun Ryder: The Ecstasy and the Agony ("Shaun Ryder: O Êxtase e a Agonia"). No mesmo ano, conseguiu o papel como dublador no jogo Grand Theft Auto: San Andreas, no qual interpretou Maccer, um músico decadente e autodestrutivo que planeja um retorno triunfal em 1992, época em que se passa o jogo.

## Parcerias
Em 2005 colaborou com a banda inglesa Gorillaz na canção "DARE", do álbum Demon Days. No videoclipe da música aparece como uma cabeça desprovida de corpo, mantida viva por meio de uma série de tubos dentro do armário de um dos membros da banda, Noodle. Segundo o apresentador do 2006 BRIT Awards, o nome da canção viria da incapacidade de Ryder, devido ao seu sotaque mancuniano, de pronunciar corretamente a palavra "there".
Ryder também colaborou com os ex-Talking Heads Jerry Harrison, Tina Weymoth e Chris Frantz, no seu álbum pós-David Byrne, No Talking, Just Head. Também colaborou com Intastella e apareceu no clipe "Is This The Way to Amarillo?", de Peter Kay, destinado à caridade.
A colaboração mais incomum de Ryder até hoje talvez tenha sido com o tenor britânico Russel Watson, em seu álbum de estréia, The Voice, onde ambos interpretam a canção "Barcelona", que celebrizou-se na versão do duo Freddie Mercury e Montserrat Caballé.

## Controvérsias
Em 1997 Ryder fez duas aparições ao vivo no programa TFI Friday, do canal de televisão britânico Channel 4, onde fez o uso repetido da palavra "fuck" em horário anterior ao chamado watershed (hora pré-estabelecida após o qual certo tipo de programação pode ser exibido na televisão britânica). O fato fez com que Shaun Ryder fosse permanentemente banido de aparições ao vivo no canal, não importanto qual o horário ou circunstância; ele é a única pessoa mencionada especificamente pelo seu nome no Manual de Conduta do Channel 4, que declara:
"Please note that the Channel 4 Board has undertaken to the ITC that Shaun Ryder will not appear live on Channel 4."
"Por favor tenha em mente que a Diretoria do Channel 4 assumiu o compromisso com a Independent Television Comission de que Shaun Ryder não aparecerá ao vivo no Channel 4."
No Festival Coachella de 2007, em Indio, Califórnia, Ryder passou toda a sua apresentação de pé sobre um determinado lugar, lendo as letras das canções de um teleprompter e pedindo desculpas repetidamente à platéia por sua performance sofrível.
Em julho do mesmo ano Ryder desafiou a lei antifumo recém-implementada no Reino Unido ao ser visto acendendo cigarros durante um show do Happy Mondays no clube noturno Ritz, em Manchester. Representantes da câmara dos vereadores da cidade indicaram que pretendem investigar os atos de Ryder.